# 李應選 (天啓進士)
李應選（16世纪？—17世纪1630年代或1640年代），字進卿（一字晋卿），湖广武昌府江夏縣人，明朝政治人物。

## 生平
萬曆四十三年（1615年）乙卯科湖廣乡试舉人，由湖广提学馬人龍所拔取。天啓五年（1625年）登乙丑科三甲第一百三十九名進士。授四川阆中县知县，入为户部主事，督饷兰州，擢升陕西靖边兵备道，以抚边有功，历升陕西布政使。被推为江西巡抚，未赴任，卒於藩署。明末民變，天下大乱，不能护送棺柩回乡，直到十年后方才归葬。